# Harris (Skotland)
Harris (skotsk gælisk: Na Hearadh) er den sydlige og mest bjergrige del af øen Lewis and Harris, den største i de Ydre Hebrider, Skotland. Selvom Harris ikke er en selvstændig ø, så bliver den ofte omtalt som Isle of Harris for at adskille den fra den anden del af øen; Isle of Lewis.
Sognet Harris inkluderer St Kilda, en ny ubeboet øgruppe omkring 65 km vest-nordvest for North Uist, og den ubeboede holm Rockall, der ligger 370 km vest for North Uist.
Harris havde 1.916 beboere i 2016, hvoraf de omkring 500 bor i den primære bosættelse Tarbert.